# Markus Probst
Markus Probst (* 4. August 1983 in Klagenfurt) ist ein ehemaliger österreichischer Fußballtorhüter.

## Karriere
Probst begann seine Karriere beim SC Ebental. Von dort wechselte er zum ASV Klagenfurt und danach zu AKA Kärnten. Seine erste Profistation war der FC Kärnten. 2008 beendete Probst seine aktive Fußballkarriere. Er hatte für die U21-Fußballnationalmannschaft Österreichs fünf Einsätze und besucht seit Juli 2008 die Polizeischule Wien.